# Рузское благочиние
Рузское благочиние — округ Одинцовской епархии Русской православной церкви, объединяющий приходы в пределах Рузского городского округа Московской области.
Благочиние образовано в 1996 году. В настоящее время включает 31 приход (на сайте благочиния — 29).
Благочинный округа — протоиерей Игорь Игоревич Лепешинский, центральный храм — церковь Димитрия Солунского в Рузе.

## Храмы благочиния
- Покровский храм, 1803 года постройки, село Алексино
- Знаменский храм, 1690 года постройки, село Аннино
- Михаило-Архангельский храм, 1819 года постройки, село Архангельское
- Покровский храм, 1807 года постройки, село Богородское
- Успенский храм, 1789 года постройки, деревня Борзецово
- храм прп. Левкия Волоколамского, 1999 года постройки, посёлок Брикет
- Казанский храм, 1701 года постройки, деревня Брыньково
- Церковь Воскресения словущего, 1705 года постройки, село Васильевское
- Воскресенский храм, 1792 года постройки, деревня Воскресенское
- Казанский храм, 1802 года постройки, деревня Горбово
- Воскресенский храм, 1860 года постройки, деревня Ивойлово
- Воскресенский храм, 1646 года постройки, деревня Кожино
- Богородицерождественский храм, 1654 года постройки, посёлок Колюбакино
- Знаменский храм, 1802 года постройки, деревня Комлево
- Крестовоздвиженский храм, 1853 года постройки, деревня Костино
- храм иконы Божией Матери Живоносный источник, 2002 года постройки, деревня Лызлово
- Троицкий храм, 2000 года постройки, деревня Макеиха
- Михаило-Архангельский храм, 1837 года постройки, деревня Михайловское
- Христорождественский храм, 1740 года постройки, деревня Мытники
- Преображенский храм, 1824 года постройки, деревня Нестерово
- Никольский храм, 1784 года постройки, село Никольское
- Никольская церковь, 1835 года постройки, село Никольское
- Смоленский храм, 1758 года постройки, деревня Новогорбово
- Покровский храм, 1818 года постройки, село Покровское
- Казанский храм, 1763 года постройки, деревня Поречье
- Рождества Христова 1859 года постройки, деревня Рождествено
- Воскресенский собор, 1721 года постройки, город Руза
- Покровский храм, 1791 года постройки, город Руза
- Димитрие-Солунский храм, 1792 года постройки, город Руза
- Борисо-Глебский храм, 1801 года постройки, город Руза
- Успенский храм, 1913 года постройки, посёлок городского типа Тучково